# Nebulosa de la Hélice
La nebulosa de la Hélice, nebulosa Helix, NGC 7293 o nebulosa del ojo de Dios es una nebulosa planetaria en la constelación de Acuario, a unos 680 años luz de distancia. Es una de las nebulosas planetarias más próximas a la Tierra y fue descubierta por Karl Ludwig Harding antes de 1824. Su aspecto es muy similar a la nebulosa del Anillo (M57) y sus características físicas son parecidas a las de la nebulosa Dumbbell (M27).
Esta nebulosa es un ejemplo de nebulosa planetaria formada por una estrella similar al Sol en los últimos estados de su vida. Los gases expulsados por la estrella aparecen desde nuestra perspectiva como si viéramos una hélice desde arriba, de donde proviene su nombre. La estrella remanente es una enana blanca. La edad de la nebulosa, basada en su ritmo de expansión, se estima en unos 10 600 años aproximadamente.
Un equipo de astrónomos ha establecido que la estructura de esta nebulosa es más compleja que lo que inicialmente se creía, consistiendo en dos discos gaseosos colocados casi perpendicularmente uno respecto al otro. Observaciones con rayos X proporcionan evidencia sobre la existencia de una estrella acompañante. Así, uno de los discos puede ser perpendicular al eje de rotación de la estrella agonizante, mientras que el otro está situado en el plano orbital de las dos estrellas. Se cree también que los discos se formaron durante dos períodos diferenciados en donde hubo pérdida de masa por parte de la estrella moribunda. Así, mientras el disco interior se formó hace unos 6600 años, el exterior surgió hace 12 000 años. Además, el disco interior se está expandiendo algo más rápido que el exterior.
A pesar de su gran tamaño aparente, es un objeto difícil de ver debido a su difusión, requiriendo cielos oscuros y el uso de instrumentos lo más luminosos posible, como unos prismáticos o un telescopio funcionando a bajos aumentos. Un filtro nebular acoplado al ocular del telescopio puede ayudar bastante a su observación.

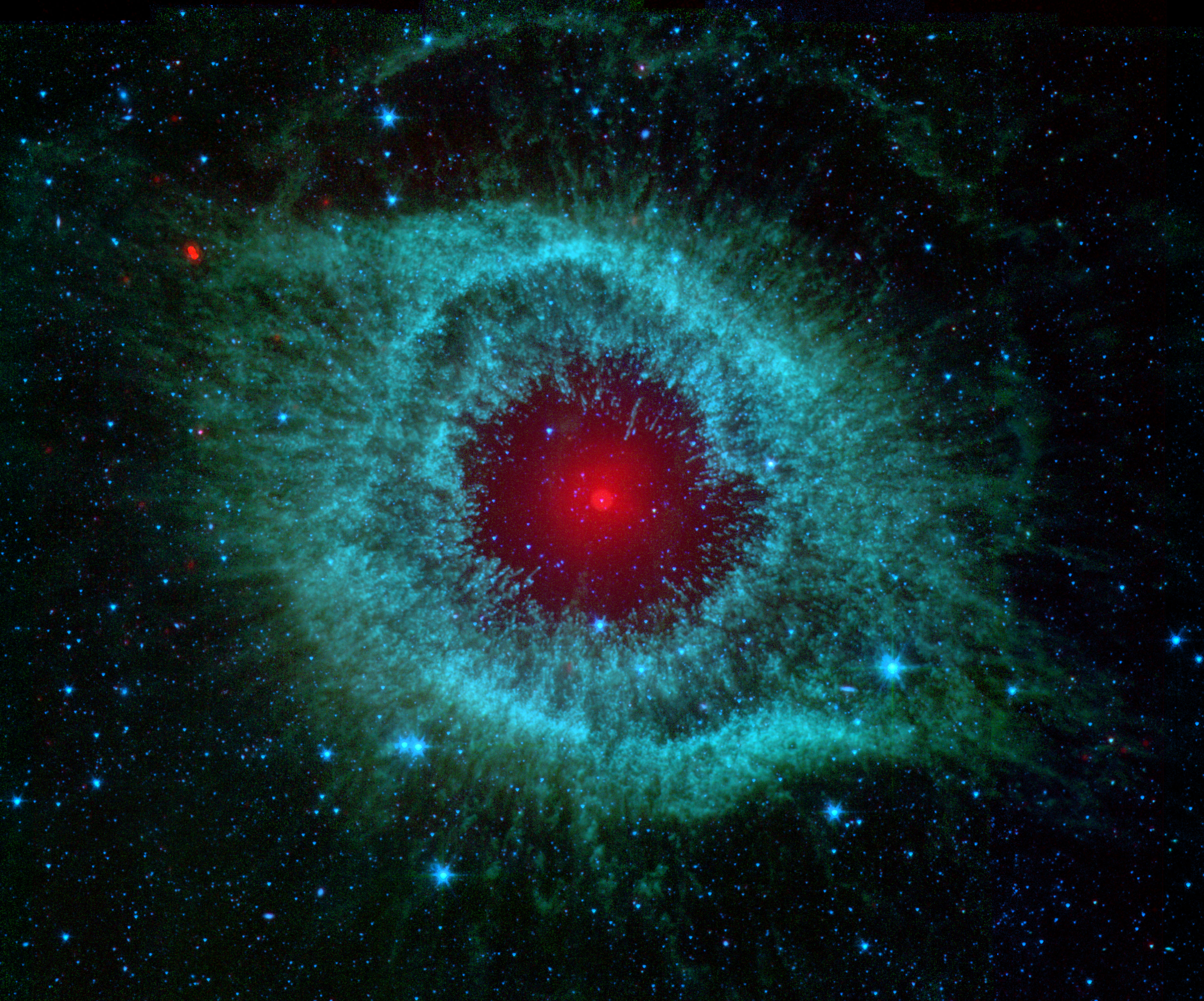
Imagen infrarroja de la nebulosa de la Hélice (2007).